# Chastain (Band)
Chastain ist eine US-amerikanische Heavy-Metal-Band aus Cincinnati, Ohio, die nach ihrem Gründer und Gitarristen David T. Chastain benannt wurde.

## Geschichte
Die Band wurde 1984 in Cincinnati gegründet. Zum ersten Line-Up gehörten die ehemalige Rude-Girl-Sängerin Leather Leone, der Bassist Mike Skimmerhorn und Schlagzeuger Fred Coury, der später bei Cinderella spielte.
Nach Startschwierigkeiten des Debütalbums Mystery of Illusion, das noch im selben Jahr aufgenommen wurde, folgten die beiden Alben Ruler of the Wasteland (1986) und The Seventh of Never (1987). Auf beiden Alben wirkte bereits der Schlagzeuger Ken Mary als Nachfolger von Fred Coury mit.
Es folgte der neue Bassist David Harbour auf dem 1988 erschienenen Album Voice of the Cult sowie For Those Who Dare aus dem Jahr 1990, als mit John Luke Hebert erneut der Schlagzeuger gewechselt werden musste, da Ken Mary zu Alice Cooper wechselte.
Nach einigen Soloprojekten des Bandgründers erschienen 1995 Sick Society sowie 1997 In Dementia, das in neuer Besetzung eingespielt wurde: Sängerin war Kate French, Kevin Kekes Bassist und Dennis Lesh (vormals Trouble) spielte Schlagzeug.
Das nächste Album In an Outrage erschien nach längerer Pause 2004. Neben David Chastain und Sängerin Kate French gehörten nun auch ihr Ehemann Larry Howe und Dave Starr (beide Ex-Vicious Rumors) zur Besetzung.
2013 erschien das neue Album Surrender to No One, auf dem Leather Leone wieder mitsingt. 2015 kam es erneut zur Zusammenarbeit von David T. Chastain und Leather Leone auf We Bleed Metal.

## Diskografie
- 1984: Mystery of Illusion
- 1986: Ruler of the Wasteland
- 1987: The 7th of Never
- 1988: Voice of the Cult
- 1990: For Those Who Dare
- 1995: Sick Society
- 1997: In Dementia
- 2004: In an Outrage
- 2013: Surrender to No One
- 2015: We Bleed Metal